# Gotická duše
Gotická duše je román českého spisovatele Jiřího Karáska ze Lvovic. Poprvé vyšel roku 1900 pod názvem Gothická duše. Druhé, revidované vydání vyšlo v roce 1905. Autor v dekadentním díle zobrazuje aristokratického mládence, jenž trpí depresí a úzkostí. Pohrdá lidmi a izoluje se od společnosti. Každý mužský člen jeho rodiny zešílí a spáchá sebevraždu. On sám si přeje zemřít, aby též nezešílel. Vyhledává samotu, vžívá se do středověkých nálad, citů a snů. Nakonec zešílí v kostele, odkud ho vyvedou a dovezou do ústavu choromyslných, kde také umírá.
Gotická duše, spolu s dalšími díly, jako jsou Zazděná okna (1894), Sodoma (1895) a Kniha aristokratická (1896), odráží Karáskovu touhu zobrazit úděl dekadentního tvůrce, jehož nitro je „raněno životem“. Gotická duše je vrcholem jeho tvorby a zobrazuje příběh mladého muže, který se vyhýbá každodenní měšťácké skutečnosti a hledá smysl života ve vlastním umění. Zabývá se motivem samoty a úzkosti. Román reflektuje duševní problémy protagonisty a jeho vztah k víře a českému národu a navazuje na díla hrůzy a dobrodružství.

## Okolnosti vzniku románu
V období moderny začali básníci pociťovat svoji nepraktičnost, zvláště od devadesátých let, kdy se nově objevila kolize umění a techniky. Tato doba vyžadovala umělce, kteří by umění viděli jako útočiště, schopné člověku a lidstvu poskytnout únik od problémů současného světa. Mezi významné postavy tohoto období patřil i Jiří Karásek ze Lvovic, který se jako básník a úředník zasazoval o vyjádření vlastních myšlenek a představ. Členové této generace se na rozdíl od předchozích vzdalovali uměleckému realismu a filozofickému pozitivismu, namísto toho byli oslněni Nietzscheovou důvěrou v sílu osobnosti a subjektivní tvorbu. Obraz konfliktu umění a života, spolu s aspirací na dosažení dokonalosti v uměleckém tvoření, tvořil jádro tématu moderní literatury. Generace devadesátých let přinesla slohové proměny v podobě realismu, impresionismu a symbolismu, které ovlivnily českou literaturu široce. Realismus se zaměřoval na konkrétní a každodenní situace, zatímco impresionismus zdůrazňoval subjektivní vnímání a dojmy. Symbolismus přinesl hlubší, metaforický význam a často vyžadoval opakované pochopení. Tato slohová různorodost ovlivnila i Jiřího Karáska ze Lvovic, který tvořil v dialogu s těmito směry.

## Obsah

### Autorova předmluva
Sám autor v předmluvě z roku 1905 popsal Gotickou duši jako „dojmový, náladový deník vlnivého toku her duševního světa, popis příběhů duše, všeho, čím se vzrušuje nitro pod přílivy odstínů, vůní, záchvěvů, jimiž na ně útočí skutečný svět“. Je to příběh snílka, kolem kterého život proudil, aniž by se ho skutečně dotkl. Autor přímo přiznal omezenou dějovost díla, která ustupuje malbě duše bezejmenného hrdiny odstřiženého od reálného světa. Román kombinuje příhody z Prahy s epizodami myšlenek a duševních stavů, a skládá je v plynulý psychický proud. Kniha je melancholickým dílem – spatřujeme zde prožitky marného dětství i jinošství, marnost nad nenaplněným životem, nemožnost nalézt porozumění nebo přítele, neschopnost víry, rasovou skepsi. Román čtenáři poskytuje obraz bolesti duše hlavního hrdiny, který nese jisté autobiografické prvky. Vyjadřuje strach před sebou samým a nemožnost vystoupit ze svého nitra ven. Karásek zde uvádí i proces vzniku Gotické duše, jako výsledek dvacet let vlastního psaného deníku. Vyjadřuje nesouhlas s předchozím realismem, který jakožto proud snažící se vyjadřovat skutečnost tak, jak je sama o sobě, byl vlastně neefektivní a neopodstatněný: „Pravda uměleckého díla je souhlas jeho s naším vnitřním snem, a ne s vnějšími, reálnými fakty“. Zdůrazňuje věčnost umělecky ztvárněných prožitků v kontrastu s pomíjivostí skutečnosti.

### Děj
Bezejmenný mládenec je poslední člen aristokratické rodiny, ze které živořilo několik žen, stižených hysterií. Muži zešíleli a spáchali sebevraždu. Rodiče mu v brzkém věku zemřeli a vychovávaly ho podivínské tetičky, u kterých žil v prostředí škapulířů, dotýkaných obrázků a růženců. Mládí strávil v kostele a v modlitbách. Přál si žít v době středověku. Chtěl se stát mnichem, ale po čase ztratil víru v Boha. Vyhledává samotu, vžívá se do středověkých nálad, citů a snů. Vyčítá lidem, že ho naučili klekat, odříkávat modlitby, křižovat se a sklánět hlavu, ale nenaučili ho věřit v Boha, též vyčítá, že všude se objevuje jen Ježíš, Marie, svatí a světice, a Jeho (Boha) není nikde. Poté co onemocní, zjeví se mu Ježíš a vedou spolu rozhovor. Hrdina Ježíšovi vyčítá svou duševní nemoc a to, že přišel jenom proto, aby se mu vysmíval. Kristus ustupuje do pozadí, zvedá ruce, hrdina mu obejme nohy a najednou klečí před krucifixem. Po této návštěvě začíná znovu toužit po životě, cítí vděčnost a štěstí. K tomu v sobě ale nenalézá dost síly. Jednou se probudí z polosnu v kostele barnabitek. V lavici seděí černě zahalené jeptišky a u oltáře slouží mši Kristus. Třikrát zazní zvonek od oltáře a jeptišky tiše zpívají, najednou celou duší hrdina vykřikne zoufale: „Eli, eli lama sabachthani…“. Pak propukne v pláč a bije hlavou o zem. Vyvedou ho z kostela do ústavu choromyslných, kde po několika letech umírá.

## Struktura díla
Gotické duši předchází krátká úvaha od Karáska, ve které mluví o svém románu a poté přemýšlí nad uměním a vztahu umění k životu. Román samotný je rozdělený na dvacet čtyři krátkých kapitol, označených římskými číslicemi. Většinou na sebe přesně nenavazují, působí spíše jako jednotlivé zápisy do deníku. Ne vždy se dá poznat, kolik času mezi jednotlivými epizodami uběhlo, a ne všechny se dají číst jednotlivě bez kontextu ostatních. Soudržnost textu je udržována tím, že ačkoli se každá kapitola věnuje jiné myšlence protagonisty, ty hlavní se často opakují. Například úvahy o víře nebo životě se objevují ve víceméně každé a dá se v nich pozorovat postupný vývoj.
Odstavce jsou krátké, někdy se skládají i pouze z jedné nebo dvou vět. Může tomu tak být, aby uspořádání textu na stránce připomínalo nestabilnost hrdinovy mysli, když skáče od jedné myšlenky ke druhé. Věty tvořící odstavce jsou z větší míry souvětí, obzvláště v popisných pasážích. V samotném záznamu vědomí se délka vět liší podle toho, v jakém rozpoložení je protagonista. Čím beznadějněji se cítí, tím kratší věty jsou, a naopak pokud je rozhořčen, typicky se objevují souvětí.
Kniha se vyskytuje především monolog a proud vědomí. Dialog je vzácný a jeho jednotlivé promluvy nejsou označeny uvozovkami. Některé věty v knize jsou zvýrazněny kurzívou, např. „A přál si, by mohl k té bytosti býti takový, jaký byl sám k sobě“. Kurzíva v knize slouží pravděpodobně ke zdůraznění dané promluvy.

## Čas a prostor
Kniha se odehrává v nespecifikovaném čase, ale dá se předpokládat, že se jedná o Karáskovu současnost, nebo dobu jí blízkou.
Dílo je zasazeno primárně v Praze. Cesty mimo ni jsou popsány velice stručně. Většina děje se odehrává v domě protagonisty, na ulicích a v kostelech. Mimo reálný prostor se hlavní postava často ocitá ve snění.

## Téma a motivy

### Změna doby
Jedním z tématu Gotické duše je změna doby, a to období přelomu století. Sice to není v knize doslova zmíněno, ale je očividné, že hrdina se nachází na určitém časovém předělu. Hlavní hrdina se této změně nedokáže přizpůsobit. Prostředí kolem něj se mění, vzdaluje se stále více tomu, ve kterém vyrůstal. Od začátku příběhu má potíže žít ve své době a k jeho konci si všímá dalších nových změn. Ty v něm vyvolávají už naprostý pocit odcizení.

### Život
V díle se také objevuje motiv života a smrti, toho, jak žít, proč a jestli vůbec. Od začátku knihy je zřejmé, že vztah hlavního hrdiny k životu je komplikovaný. Uvědomuje si, že problémy, které mu brání žít jako ostatní lidé, jsou v jeho hlavě a nic jiného mu v tom nebrání. Avšak je si také vědom toho, že právě to je největší komplikací. Neví, jak se má změnit, a veškeré jeho snahy jsou marné. Během děje knihy několikrát zvažuje sebevraždu. Nikdy ji však nespáchá. Tuto volbu vysvětluje většinou nutností mít silnou vůli.

### Náboženství
Náboženství a víře je v románu věnována velká pozornost. Jsou významnou částí života protagonisty. I v textu samotném je přítomna řada referencí na Bibli – protagonista si připadá 29 jako Lazar, rozmlouvá s Kristem, dojde k prozření nad obrazem Magdaleny a šeptá, že vše je marnost. Hlavní hrdina vyrůstal v prostředí, kde často navštěvovali kostely a modlili se. Jeho okolí také chtělo, aby se stal knězem, k tomu však nedošlo. Hrdina má vztah k bohu – cítí, že k němu má silnější pouto než ostatní lidé.

### Česká národnost
Češství je v Gotické duši rozebíráno z pohledu stavu národa a otázky, co znamená být Čechem. Sám hrdina příběhu se o místo svého původu příliš nezajímá a ani česky nepřemýšlí, je více zaujat Německem a Francií. Česká země je popisována v úpadku. Její společnost postrádá hodnoty, které hrdina považuje za důležité – náboženské založení, schopnost filosofovat. Oproti tomu je oslavována česká historie. Vyzdvihuje minulost, kdy Češi byli mysliteli a náboženskými reformátory. Hrdina si představuje Česko podrobované osudu, tragicky uvězněné v okovech, ve kterých umírá. Přitom však kolem sebe vidí existující současnou českou kulturu, která útrapy přežila. Ale k té nemá žádné pouto a ani v nejmenším ji nepokládá za hodnou obdivu. Budoucnost českého národa v knize není viděna pozitivně. Je kritizován příliš nízký nacionalismus české společnosti.

### Sny a realita
Nejvýraznějším tématem celého románu je konflikt mezi sny a realitou. Toto téma hrdina často rozebírá a prolínají jím všechna ostatní témata. Ať už je to doba nebo prostor, které jsou přehlíženy pro smyšlená prostředí, život, jež je v reálném světě příliš neuspokojivý, nebo víra, která ačkoli má k fantazii blízko, není ideálním řešením, skutečnost se nemůže snu rovnat. V díle jsou často zaznamenány hrdinovy monology a sny. Také hrdina sám uvažuje nad tím, že žít život nemůže mít smysl bez toho, aby jedinec přemýšlel nad každým svým činem a jednal pouze se záměrem. Je šťastný pouze když sní.

## Přijetí
Jaroslav Med píše, že Gotická duše není pouhou literárněhistorickou ankvizitou; Karásek podle něj dokázal umělecky přesvědčivě „evokovat pražskou atmosféru“ i ukázat neschopnost vypjatého individualismu řešit nejzávažnější společenské i existenciální otázky. V románu je dle Meda nejvýraznější nacionální prožitek s vyhraněným individualismem a estetismem, jak je pěstovala literární dekadence, která vnímala všechny faktory lidské hodnoty pod zorným úhlem jejich estetické funkčnosti a originality. Karásek podle Meda pojal „boj národa o své bytí jako drama“, ve kterém stojí jedinec proti osudu a marnost jeho zápasu má svůj tragický protějšek v marnosti úsilí národního. Karásek vidí hlavní tragédii v češství a v jeho dekadentním odvrácení od všeho skutečného do světa fikcí a snů, v němž se jedinec vždy může ztotožnit s krásou, která přežívá všecky katastrofy dějin i jedinců.
V revue Naše doba se po druhém vydání románu v roce 1905 objevil názor, že Gotická duše nečiní život zázračnějším našim očím a není odkazem na jiný krásnější imaginární svět. Podle autora článku (pod šifrou Z.) Karásek přijal dekadenci literárně, knižně, prožil ji ve svém nitru, a Gotická duše je odrazem jeho vlastního vnitřního prožití.